# 파하드 모시리

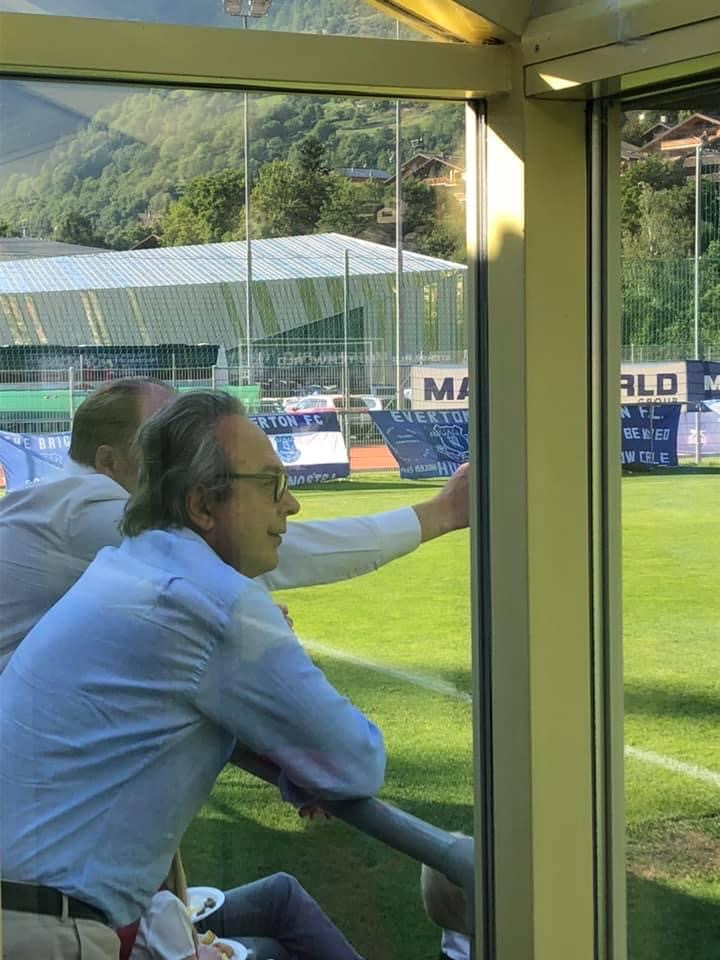

아르다반 파하드 모시리(Ardavan Farhad Moshiri, 1955년 5월 18일 ~ )는 이란 출신의 영국의 기업인으로, 영국과 러시아 사이의 수많은 철강과 에너지 기업을 소유하고 있으며 잉글랜드 프리미어리그의 에버턴 FC의 대주주이다.
공인 회계사와 언스트 & 영에서 PKF와 딜로이트로 일하다가 러시아의 철강 재벌 알리셰르 우스마노프와 함께 레드 앤 화이트 시큐리티를 세우고 2007년 8월 아스널 FC에서 14.65%의 주식을 사들였다.
2007년 9월 18일 레드 앤 화이트 시큐리티에서 지분은 21%로 증가시켰고, 이후 25%의 주식을 더 증가시켰다.
2016년 2월 27일 에버튼 FC의 지분 49.9%를 사들여 대주주가 되었다.

## 같이 보기
- 아스널 FC
- 에버턴 FC